# تغير المناخ في الكويت

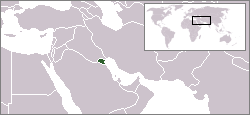
موقع الكويت

يشكل تغير المناخ تهديدًا كبيرًا للكويت، وهي دولة صغيرة تقع في غرب آسيا وتبلغ مساحتها الإجمالية 17،818 كيلومترًا مربعًا. تتكون البلاد إلى حد كبير من البيئات الصحراوية القاحلة، وبدرجة أقل من المناطق الساحلية والأراضي الرطبة. تتمتع الكويت ببعض من أكثر فصول الصيف جفافًا ودفئًا في العالم، حيث تصل درجات الحرارة المتوسطة إلى حوالي 46.2 درجة مئوية. تعتبر الكويت معرضة بشكل كبير لتأثيرات تغير المناخ، والتي تشكل العديد من المخاطر على البنية التحتية للبلاد والنظم البيئية والموارد المائية والتنمية الزراعية. لقد نفذت الكويت العديد من استراتيجيات التخفيف والتكيف وهي جزء من مبادرة التعاون بين الناتو وإسطنبول (ICI) التي تهدف إلى معالجة مخاطر المناخ والانخراط في حلول مستدامة.
وقعت الكويت وصادقت على اتفاقية باريس وقامت بتحديث مساهماتها الوطنية المحددة الأولى في عام 2021.

## الآثار على البيئة الطبيعية

### انبعاثات غازات الدفيئة
كما هو الحال مع جميع بلدان العالم، فقد زادت انبعاثات الغازات المسببة للاحتباس الحراري في الكويت بسرعة منذ تسعينيات القرن العشرين. الكويت هي الدولة رقم 48 من حيث حجم انبعاثات الغازات المسببة للاحتباس الحراري، وصناعة الطاقة هي أكبر مصدر للانبعاثات. من عام 1990 إلى عام 2021 زادت الانبعاثات بنسبة 4.3%. من حيث نصيب الفرد، تنتج الكويت 34.2 طن من ثاني أكسيد الكربون للشخص الواحد وتحتل المرتبة الثانية من بين 191 دولة.

تأتي غالبية انبعاثات ثاني أكسيد الكربون في الكويت من إنتاج الكهرباء (57%)، تليها النقل (18%)، وصناعة النفط والغاز (11%). وتأتي انبعاثات الميثان من التخلص من النفايات الصلبة (64%) ومعالجة مياه الصرف الصحي وتصريفها (18%). وعند حساب جميع انبعاثات الغازات المسببة للاحتباس الحراري، فإن الانبعاثات الناتجة عن إنتاج الكهرباء والمياه المحلاة المرتبطة باحتراق الغاز الطبيعي ومنتجات البترول لها أعلى نسبة مساهمات بنحو 58 في المائة. في حين اقترحت الحكومة عدم فرض أي قيود على إنتاج النفط بين عامي 2020 و2035، فقد ذكرت أنها تعمل على تحقيق التنمية الاقتصادية المستدامة من خلال تنويع مصادر الطاقة والتكنولوجيا. 

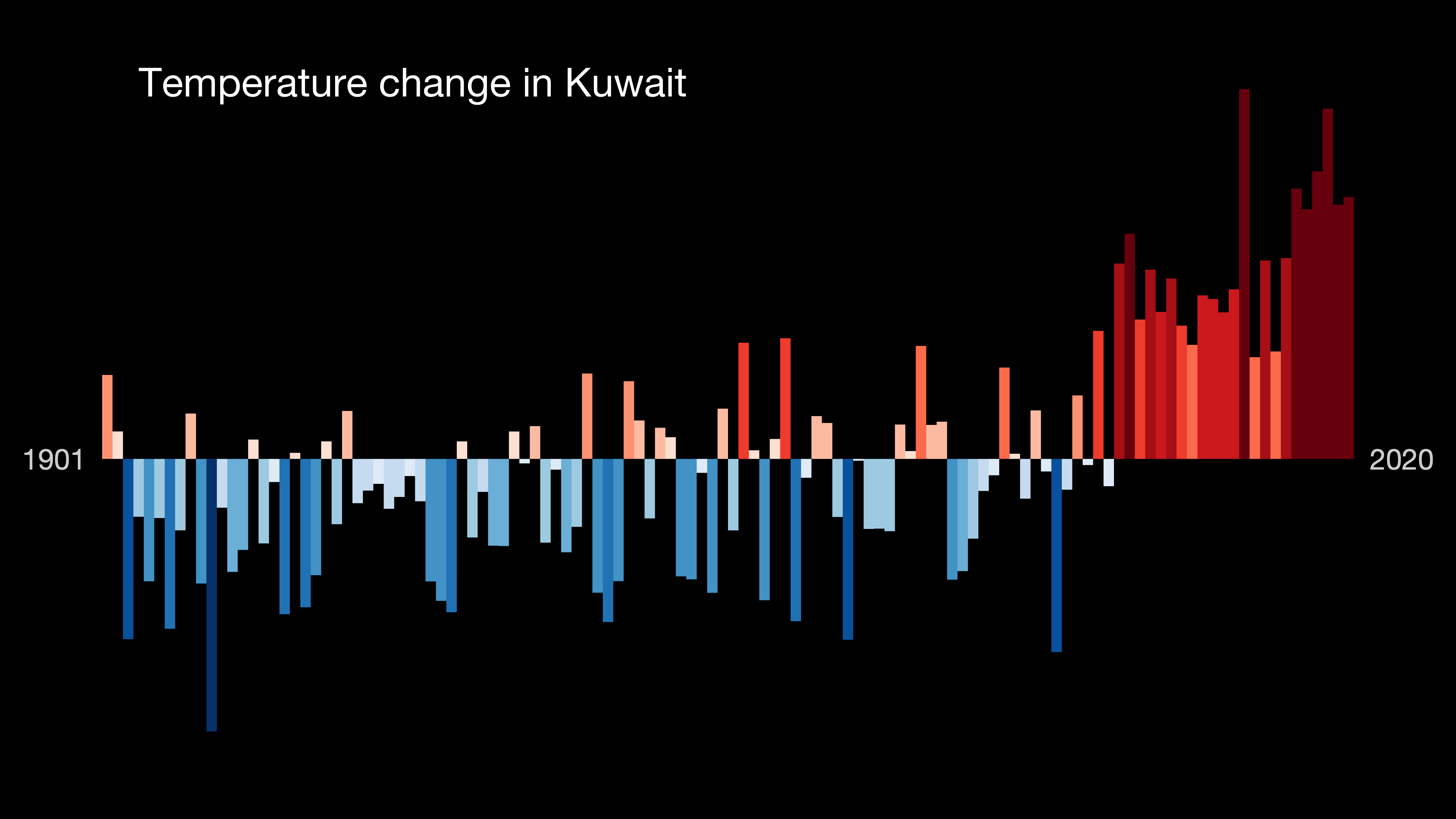
تغيير درجة الحرارة الكويت، 1901–2020

### تغيرات درجة الحرارة
يؤثر تغير المناخ بشدة على متوسط درجات الحرارة في الكويت. كانت هناك زيادة حادة في درجات حرارة أعلى من المتوسط خلال أشهر الصيف، حيث وصلت إلى درجات حرارة 53 و54 درجة مئوية، بعضها من أعلى المعدلات في العالم. تشير التنبؤات إلى أن درجات الحرارة المرتفعة من المرجح أن تحدث بشكل متكرر وأكثر كثافة.
تم تسجيل هذه الأيام التي تزيد فيها درجات الحرارة عن 50 درجة لمدة 64 يومًا بين عامي 2010 و2021 مقارنة بـ 18 يومًا فقط على مدى فترة زمنية تبلغ 40 عامًا بين الستينيات وعقد الألفينيات. لقد شهدت السنوات العشر الماضية أعلى وتيرة وشدة لدرجات الحرارة المرتفعة. توضح دراسة الأحمد وآخرون عام 2020 أن بعض السكان أكثر عرضة لدرجات الحرارة الشديدة من غيرهم. وتوصلت الدراسة إلى أن العمال غير الكويتيين يتعرضون في كثير من الأحيان لدرجات حرارة أعلى بسبب قيامهم بأعمال أكثر تطلبًا.
تعاني الكويت أيضًا من العديد من الأزمات المتعلقة بالطقس مثل العواصف الرملية والغبار والفيضانات المفاجئة. وهكذا، أنشأت قانون حماية البيئة في عام 2014، والمادة (118) تنص على الاحتياجات لإعداد خطط الطوارئ والأزمات والكوارث الطبيعية.

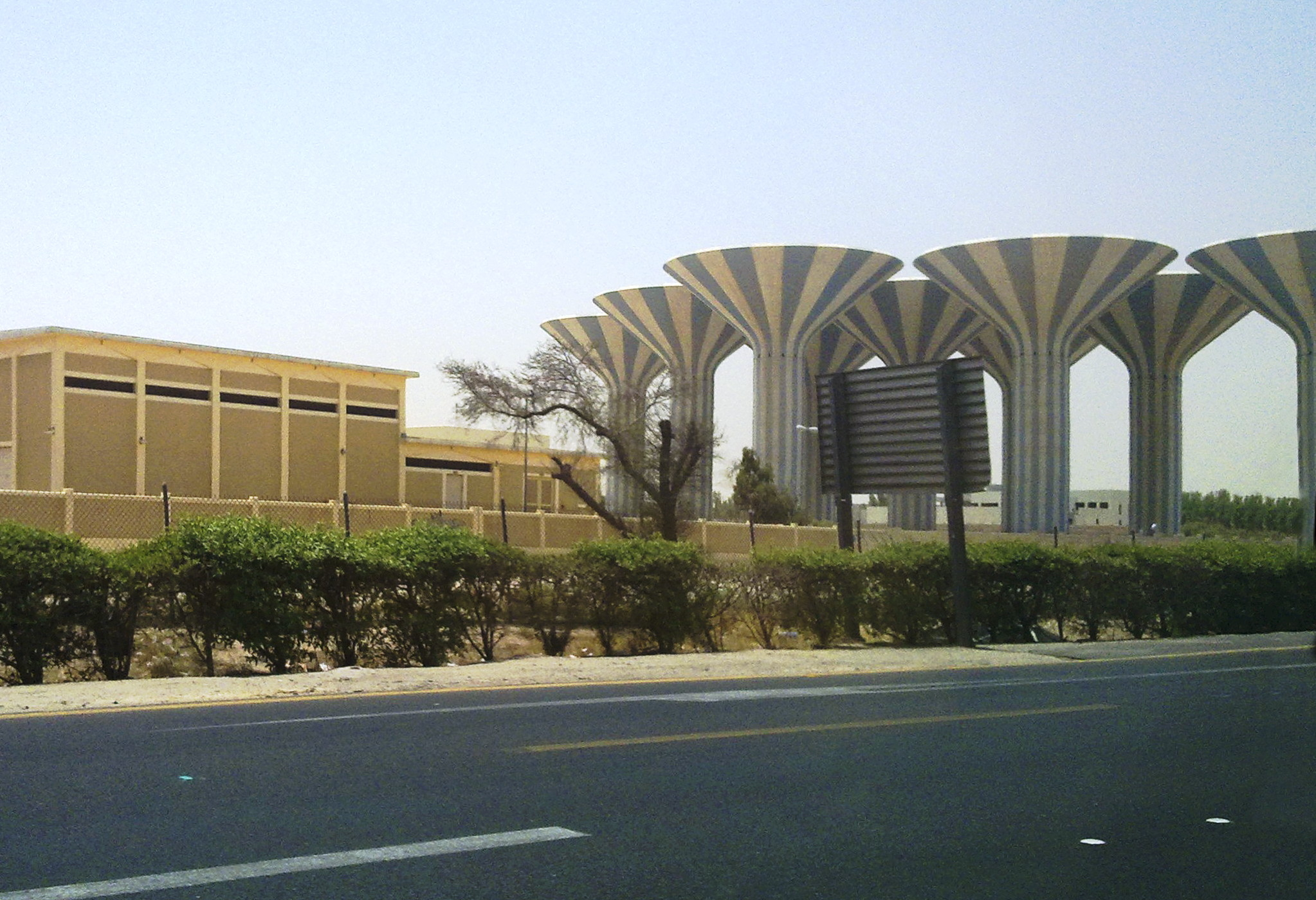
أبراج المياه الكويت

### موارد المياه
الكويت هو مناخ قاحم بشكل لا يصدق، وبالتالي، هو بالفعل بلد ناسفة المياه. تنخفض غالبية مياه الكويت بين نوفمبر وفبراير. التغييرات في هطول الأمطار والزيادة في الحرارة بسبب تغير المناخ تضع البلد في خطر التعبير. تأتي موارد الكويت المائية في المقام الأول من تحلل المياه وإعادة تدوير المياه العادمة. تحلل المياه ينتج 61% من الشرب والزراعة في الكويت.

### النظم الإيكولوجية
تعد الكويت موطنًا لتنوع النظم الإيكولوجية بما في ذلك الأراضي الرطبة والصحاري والمناطق الساحلية التي تتعرض لها جميعها بسبب تغير المناخ. بشكل عام، تعد النظم الإيكولوجية الصحراوية بعضًا من أكثر المناظر الطبيعية ضعفا وغير متوقعة لتغير المناخ والنظم الإيكولوجية. وذلك لأن التحولات في درجة الحرارة وهطول الأمطار يمكن أن تؤثر بشكل كبير على النظام الإيكولوجي الحساس في مكانه.
يعد الخليج العربي موطنًا للعديد من الأنواع التي تتكيف مع العيش في ظل ضغوط بيئية قاسية من حيث الحرارة والملوحة العالية. يحتوي الخليج على الشعاب المرجانية وأنواع الأسماك والطحالب المرتبطة بها وأشجار المانجروف وأعشاب قاع البحر باعتبارها النظم البيئية الرئيسية في هذه البيئة. تعتبر ضحالة المياه وارتفاع نسبة الملوحة والتغيرات الموسمية الشديدة في درجات حرارة المياه من أهم العوامل المسببة للضغط على الشعاب المرجانية في الخليج العربي.
تسبب أطراف الطقس في تغير المناخ زيادة في التصحر وساهمت في فقدان التنوع البيولوجي. مع زيادة التصحر وتناقص كمية الماء، هناك تغييرات في جودة التربة، والكائنات الحية الميكروبية ويصبح النظام الإيكولوجي غير مضياف لبعض الأنواع. بالفعل بلد يحتوي على عدد قليل جدًا من الأغطية النباتية، يزيد تغير المناخ من تدهور الأراضي ويسبب المزيد من فقد النباتات. أقل من 10% من المعمرة تغطي الكويت.

## الآثار على الناس

### الزراعة
الكويت هي دولة صحراوية ومرحلة مائية ذات إنتاجية زراعية محدودة لتبدأ بها. المحاصيل الرئيسية التي تنمو مزارعو الكويتي هي محاصيل العلف وبعض الخضروات. يتم تقليل النطاق الترددي المحدود بالفعل الذي يتمتع به الكويت من حيث المخرجات الزراعية والمحاصيل بسبب تغير المناخ والتلوث وإنتاج النفط. انخفاض كبير في هطول الأمطار وتفاقم الجفاف، وزيادة تواتر وشدة العواصف الترابية والمخاطر الطبيعية، وارتفاع مستوى سطح البحر تشكل جميع التهديدات لزراعة الكويت. تستمر ملوحة المياه الجوفية في الزيادة بسبب آثار تغير المناخ، والتي لا تؤدي إلى إدارة التربة والإنتاجية الزراعية.

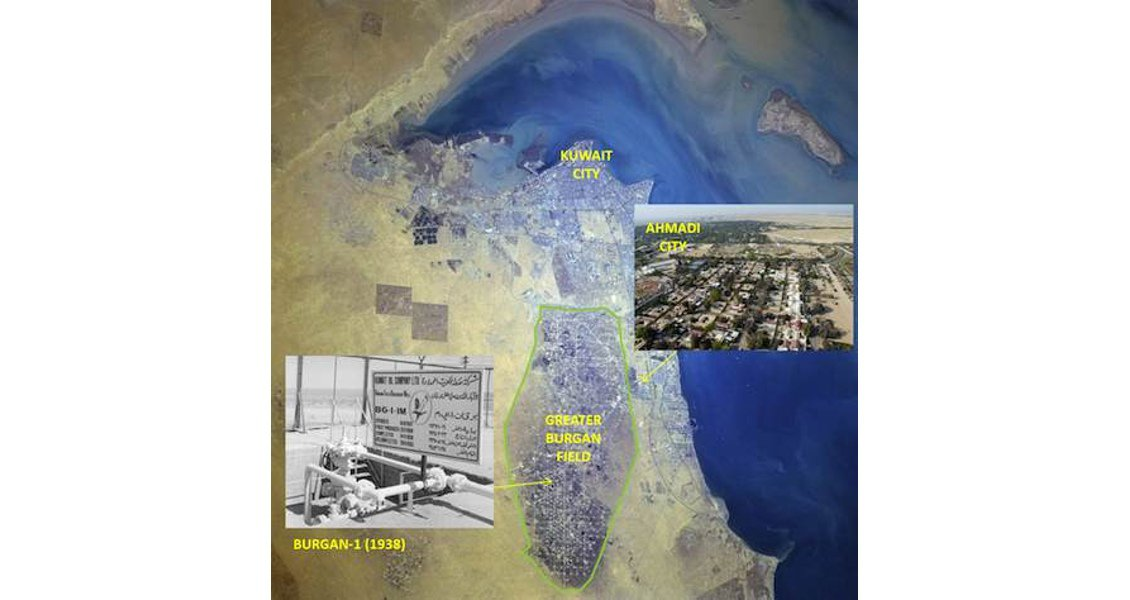
حقل زيت بورغان، الكويت

### النفط
يعد النفط صناعة رئيسية في الكويت، حيث يشكل 50% من الناتج المحلي الإجمالي، و94% من عائدات التصدير، و90% من دخل الحكومة. وعلى الرغم من الفوائد الاقتصادية الواضحة لإنتاج النفط، فإن الكويت تعاني من مجموعة من التأثيرات البيئية السلبية، مثل التلوث الجوي الشديد، وفقدان الأنواع الحيوانية، والتربة الملوثة، وتلوث المياه. بذلت الكويت جهودًا لتعزيز اقتصادها بدلاً من معالجة المخاوف البيئية بعد حرائق النفط عام 1991، والتي أدت إلى تلوث دائم للهواء والماء، وانقراض الحيوانات، ومشاكل الصحة البشرية. وفي ظل الافتقار إلى الموارد التكنولوجية والاجتماعية والسياسية، يستمر تغير المناخ في الكويت في التفاقم، كما يتزايد اعتمادها على حفر النفط.

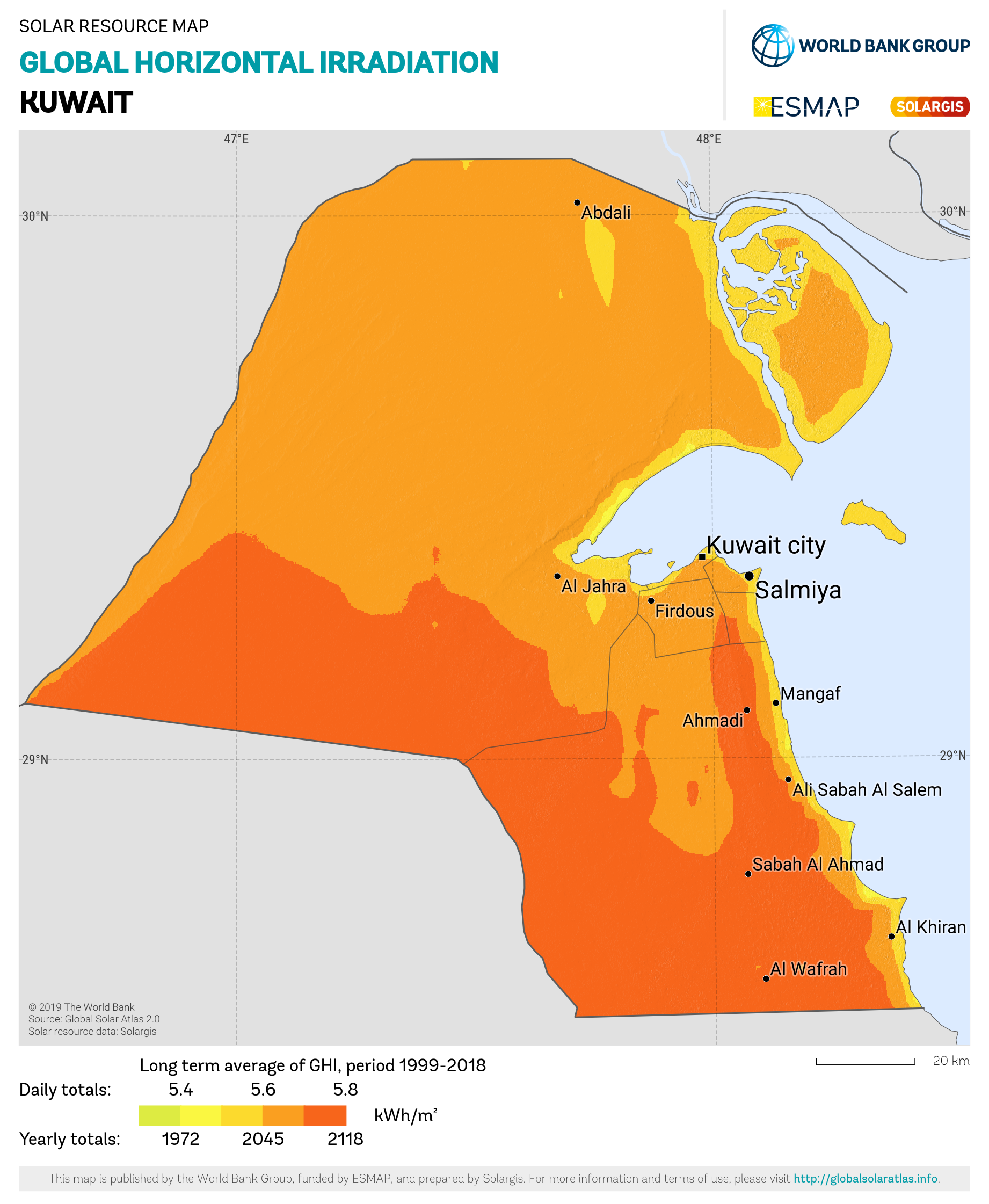
خريطة الموارد الشمسية، الكويت

### الطاقة المتجددة
وبناء على تحديث مساهماتها المحددة وطنيا لعام 2021، تخطط الكويت لخفض الانبعاثات بنسبة 7.4% بحلول عام 2035. ولتحقيق هذه الغاية، تم إقرار عدد من القوانين التي تركز على الحد من الانبعاثات. تم تعديل قانون حماية البيئة لعام 2014 لحماية الموارد الطبيعية والسيطرة على التلوث ووضع التركيز بشكل كبير على صحة الإنسان. ويعمل قانون حماية البيئة على تعزيز استخدام أنظمة توفير الطاقة وتطوير استراتيجيات بيئية جديدة بهدف زيادة كفاءة الطاقة وتقليل الاستهلاك.
اعتبارًا من عام 2022، كان مزيج الطاقة الكلي في الكويت يتكون في المقام الأول من الزيت (50.6%) والغاز الطبيعي (49.3%) وجزء اسمي من الرياح والطاقة الشمسية وغيرها من مصادر الطاقة المتجددة (0.1%). على الرغم من أن الطاقة والطاقة الشمسية أصبحت أكثر شعبية على مستوى العالم، إلا أن الاعتماد الاقتصادي الكبير في الكويت على شركات النفط يعوقها عن الانحراف عن غير التجديد وتنويع إنتاج الطاقة. بعد اتفاق باريس، تم وضع إعانات الغاز الطبيعي على أمل الحد من انبعاثات غازات الدفيئة بنسبة 60% بحلول عام 2020. بالإضافة إلى ذلك، أقرت الحكومة الكويتية تشريعًا لهدف 15% من إجمالي إنتاج الطاقة من المصادر المتجددة بحلول عام 2030.
للوصول إلى هذا الهدف، قامت الكويت ببناء حديقة شاغايا للطاقة المتجددة على بعد 60 ميلًا من مدينة الكويت في عام 2019. وتشمل محطة توليد الطاقة توربينات الرياح والقدرة الشمسية، والاستفادة من الأبحاث الجديدة وتطوير ابتكارات الطاقة.
بناءً على أرقام 2022، ومع ذلك، فإن الكويت ليس على الطريق الصحيح لتحقيق أهداف الطاقة المتجددة.

### ارتفاع منسوب البحر
تسببت درجات حرارة الاحترار بسبب تغير المناخ في ارتفاع مستويات سطح البحر في المناطق الساحلية. ارتفاع مستوى سطح البحر له آثار سلبية على كل من البيئة والاقتصاد في الكويت. تشير الأبحاث إلى أن الملوحة من المياه العذبة يقلل من نمو النباتات وحصولها على المحاصيل، وتزيد من ملوحة التربة، وتحد من نمو النباتات الأصلية. تشير الدراسات إلى أن هذا يؤدي إلى ضعف الإنتاجية الزراعية، ومياه الشرب الطازجة، وتدهور النظام الإيكولوجي، وفقدان التنوع البيولوجي.
شهدت الكويت التحضر السريع والنمو السكاني، في المقام الأول في مناطقها الساحلية. تؤدي الفيضانات في المجتمعات الساحلية إلى البنية التحتية والأضرار في الإسكان، وكذلك تسرب المياه المالحة، مما يهدد موائل الأسماك ويضعف صناعة الصيد. من المحتمل أن تتأثر المنطقة الساحلية بأكملها بارتفاع مستوى سطح البحر. قد يعني هذا أن 1% من السكان قد يضطرون إلى الانتقال إلى مناطق جديدة، مما يخلق خسارة في السكن قد تكلف 11.1 مليار دولار بحلول عام 2100.

### مصايد الأسماك
اعتادت مصايد الأسماك أن تكون صناعة اقتصادية رئيسية للكويت قبل إنشاء شركات النفط. حاليًا، لا تزال المنتجات من مصايد الأسماك ثاني أكبر صادرات خلف صادرات النفط، والتي تتكون من قطاعين رئيسيين: مصايد الأسماك الروبيان والمواد الحرفية ومصايد الأسماك المتعددة. ومع ذلك، منذ عام 2013، شهدت الكويت انخفاضًا كبيرًا في عمل مصايد الأسماك، حيث انخفض من 3500 موظف تم الإبلاغ عنه في عام 2013 إلى 370 موظفًا في عام 2015. يشرح تدهور البيئة وتلوث المياه الرئيسي في الكويت منذ ظهور صناعة النفط هذه أنماط التوظيف هذه.

### السياحة
رغم أن السياحة ليست صناعة اقتصادية كبرى في الكويت، إلا أن البلاد شهدت ارتفاعًا في أعداد الزوار خلال الثلاثين عامًا الماضية. في عام 2019، بلغ عدد السياح القادمين إلى الكويت ستة أضعاف عدد السياح في عام 1995. ورغم أن هذه الزيادة قد تساعد البلاد اقتصاديا واجتماعيا، فإن تأثيراتها البيئية كانت كبيرة. ونتيجة لنمو البنية التحتية وزيادة الإنتاج التجاري والنقل والإقامة للأنشطة السياحية، ارتفع استهلاك الطاقة في الكويت بنسبة 80% من عام 1995 إلى عام 2019. وقد أدى هذا الطلب المتزايد على الطاقة إلى زيادة التلوث وإنتاج النفايات وانبعاثات الغازات المسببة للاحتباس الحراري، والتي تحاول الكويت الحد منها منذ أوائل العقد الأول من القرن الحادي والعشرين.

### الصحة
هناك مشاكل صحية بشرية خطيرة مرتبطة بالتلوث، وهي قضية خطيرة في الكويت. يؤدي تلوث الهواء إلى نقص الهواء النظيف، ويزيد من انتشار الأمراض، ويعزز مشاكل الرئة. الحرارة الشديدة لها مضاعفات خطيرة على من يتعرضون لها بشكل مستمر، حيث تبلغ نسبة الوفيات المرتبطة بالحرارة في الكويت 13.6%. في عام 2019، توفي ما مجموعه 33472 شخصًا بسبب الحرارة الشديدة في الكويت. ومن المتوقع أن تزيد هذه الإحصائية بنسبة تزيد عن 15% إذا استمرت أنماط المناخ الحالية. بالإضافة إلى ذلك، يؤدي تلوث المياه والملوحة إلى نقص المياه النظيفة للشرب. إن ندرة المياه والعطش غالبا ما يجبر الناس على استهلاك المياه الملوثة، مما يؤدي إلى الأمراض وانتشار الأمراض بسرعة. وأخيرا، فإن الانخفاض في إنتاج الغذاء بسبب ضعف الزراعة وضعف صناعة صيد الأسماك قد يؤدي إلى انعدام الأمن الغذائي في الكويت.

### الآثار على الهجرة
هناك عدد من التأثيرات الضارة التي يمكن أن يحدثها تغير المناخ على البنية المجتمعية والاقتصادية للكويت. تشير الدراسات إلى أن التنمية البشرية والنمو الاقتصادي من المرجح أن يعانيا مع تدهور الظروف المعيشية والأنماط الاجتماعية والاقتصادية في الكويت. وسوف تستمر فجوة التفاوت والفجوات في الفرص المالية والاجتماعية في الاتساع مع تزايد ندرة الموارد. تشير البيانات إلى أن الاستقرار السياسي من المرجح أن يعاني بسبب زيادة التوترات المناخية؛ فالقضايا البيئية، على الرغم من أنها لا تحظى عادة بالأولوية من قبل الحكومات في الشرق الأوسط، تميل إلى تفاقم التوترات السياسية والاجتماعية داخل البلدان وبينها بسبب ندرة الموارد والتوزيع غير المتكافئ.

### السكن
تتفاقم آثار تغير المناخ على المواطنين في الكويت مع استمرار ارتفاع درجة حرارة الأرض. وتشمل هذه التأثيرات ارتفاع مستوى سطح البحر، والحرارة الشديدة، وندرة الموارد. ويؤدي ارتفاع مستوى سطح البحر إلى انتشار الملوحة والفيضانات في المناطق الساحلية، وهي مشكلة تواجه الكويت، لأنها تقع على ساحل الخليج العربي. في عام 2016، سجلت الكويت درجة حرارة عالية بلغت 53.9 درجة مئوية (129 درجة فهرنهايت)، مما عرض الناس لخطر الإصابة بضربة الشمس والوفاة المرتبطة بالحرارة، وهو ما يستهدف بشكل غير متناسب المجتمعات الضعيفة. لقد عانى الناس وسيستمرون في المعاناة من الأضرار التي لحقت بمنازلهم ومجتمعاتهم، ونقص مياه الشرب العذبة بسبب تسرب المياه المالحة، وانخفاض توافر الغذاء والمياه نتيجة لتأثيرات المناخ التي تستمر في التفاقم.

## التخفيف
انتقدت الأمم المتحدة الكويت بسبب انبعاثاتها المرتفعة للغاية من الغازات المسببة للاحتباس الحراري وإهمالها للقضايا البيئية. وفي عامي 1995 و2005، وقعت الكويت على اتفاقية الأمم المتحدة الإطارية بشأن تغير المناخ وبروتوكول كيوتو على التوالي. وعلى الرغم من إظهار الاهتمام بالقضايا البيئية، لم تحقق البلاد أي تقدم فيما يتعلق بالترميم أو التخفيف. ومع ذلك، اتخذت الكويت في الآونة الأخيرة خطوات محلية ودولية نحو معالجة تأثيرات تغير المناخ. أنشأت الكويت هيئات حاكمة لمراقبة التأثيرات الصناعية على البيئة، مثل الهيئة العامة للبيئة في الكويت لإجراء البحوث والتعليم والسياسات المتعلقة بتغير المناخ. وقد قدموا مساهمات محددة وطنيا خلال اتفاقية باريس، موضحين خططهم للعمل نحو التنمية الاقتصادية المستدامة. وتشمل هذه المساهمات المحددة وطنياً أيضاً مشاريع وسياسات تركز على تنويع مصادر الطاقة.
على الرغم من هذه الجهود، لا تزال الكويت تكافح مع القضايا البيئية الرئيسية التي أدت إلى مخاوف ومشاكل صحة الإنسان للحياة البرية المحلية. بالإضافة إلى ذلك، يواصلون مواجهة الصراعات مع الدعم الاجتماعي والسياسي لحماية البيئة.

## التكيف

### التحلل
بسبب الملوحة الواسعة للمياه العذبة من الفيضانات وتسلل المياه المالحة، تضطر الكويت إلى تحلل مصادر المياه المالحة من أجل توفير ما يكفي من إمدادات المياه للمواطنين. هناك الحد الأدنى من هطول الأمطار على مدار العام ولا توجد تيارات في المياه العذبة في البلاد، لذلك فإن تحلية التحلية هي ضرورة في الكويت، حتى لو تم تجاهل تأثيرات تغير المناخ. تتزايد متطلبات المياه في الكويت، لذلك من الأهمية بمكان أن تجعل الحكومة من الممارسات المفعمة بالحيوية على المدى الطويل. من خلال تقليل تكلفة تسلية العسل وتعزيز البنية التحتية لإعادة استخدام المياه، تتخذ الكويت خطوات نحو التنفيذ طويل الأجل لإدارة الموارد المائية المستدامة.

### تحذيرات العاصفة الرملية
شراكة مع الأمم المتحدة، طور خبراء الأرصاد الجوية الكويتي نظام تحذير لتنبيه المدنيين من العواصف الرملية والترابية (SDSS). إن زيادة شدة هذه العواصف وتواترها تسبب في زيادة الإلحاح لتحسين إعداد العاصفة وإعادة البناء. كان الناس يفقدون منازلهم، وتم تدمير البنية التحتية والمناطق الحضرية، وكانت جهود الانتعاش غير كافية بسبب نقص الموارد المالية. وبالتالي، تم وضع تدابير السلامة، مثل صفارات الإنذار والإعلانات، لتنبيه مجتمع العواصف الواردة. على الرغم من هذا النظام، ما زال المواطنون الكويتيون يشعرون أن تدابير السلامة غير كافية ولا تحسن الاستعداد. لتعزيز نظام التحذير هذا، سيكون من المفيد لكويت تنفيذ أفضل التواصل والتعليم والتدريبات والتخطيط للطوارئ في نظام تحذير SDS الحالي.

## العمل الحكومي

### التعاون الدولي
شاركت الكويت بشكل فعال في مبادرة التعاون بين الناتو وإسطنبول والتي لديها مركز إقليمي في الكويت. تأسست مبادرة إسطنبول للتعاون في عام 2004 بهدف تعزيز العلاقات وإنشاء منصة للتعاون بشأن القضايا الأمنية في منطقة الخليج الفارسي. وتشمل المبادرة البحرين والكويت وقطر والإمارات العربية المتحدة. كان يوم 30 يناير 2023 هو اليوم الأول الذي اجتمعت فيه مبادرة التعاون الدولي لمناقشة قضايا تحديات المناخ وتكتيكات التعاون لمعالجتها.
اجتمع ICI لأول مرة في الكويت في مارس 2023 لمعالجة مبادرات تغير المناخ، ومتابعتها مع مؤتمر ثانٍ حول تغير المناخ والأمن في أبريل 2024.
بالإضافة إلى ذلك، في سبتمبر 2023، شاركت الكويت في تنظيم حدث مع الاتحاد الأوروبي ومنظمة العمل الدولية (ILO) بعنوان "دعم انتقال عادل في الكويت: وظائف لائقة للمستقبل المستدام". كان الهدف هو إنشاء بعض الجهود بشأن قضايا تغير المناخ قبل مؤتمر COP28 الذي عقد في عام 2023.

### السياسة الوطنية
لمزيد من المعلومات، انظر أيضًا القسم الفرعي للطاقة المتجددة.
كانت الخطابات العامة والاحتجاجات المحيطة بتغير المناخ ونشاط المناخ في الكويت ضئيلًا نسبيًا. إن حرية التعبير الكويتي مقيدة تمامًا، مما يحد من قدرة الاحتجاجات العامة على تغير المناخ، على الرغم من دور الكويت في انبعاثات الفرد والنفط.
لقد بذلت الحكومة الكويتية العديد من الجهود والخطط لمعالجة تغير المناخ. وقعت الكويت على اتفاقية باريس في عام 2016 ثم أجرت عليها تعديلات في أبريل 2018. في إطار المساهمات الوطنية المحددة للكويت، تنص الحكومة على أنها ستواصل إنتاج النفط مع الموافقة على خفض انبعاثات الغازات المسببة للاحتباس الحراري.
لقد كانت وثيقة قانون البيئة الرئيسي في الكويت التي تم اعتمادها في عام 2014 هي الأساس لكثير من التزاماتها البيئية، بما في ذلك المساهمات المحددة وطنيا. تركز وثيقة القانون البيئي بشكل كبير على التخفيف من الانسكابات النفطية. في عام 2018، أنشأت الكويت اللجنة العليا للطاقة. ومع ذلك، حتى عام 2021، لم يتم تنفيذ أي خطة لتحقيق أهداف تطوير الطاقة، ولم يتم تحقيق أي تقدم حقيقي.
وباعتبارها اقتصادًا يعتمد على النفط، فإن التحول إلى دولة أكثر خضرة يفرض العديد من التحديات. وفي عام 2016، قررت الحكومة الكويتية خفض دعمها للوقود بسبب التكلفة الاقتصادية الهائلة. يوضح تقرير نوردنسون أنه في حين كان من الممكن أن يشكل هذا القرار تحولاً إيجابياً نحو البيئة في انبعاثات الغازات المسببة للانحباس الحراري العالمي، إلا أن الحكومة واجهت ردود فعل عنيفة من جانب أغلب أفراد الجمهور. مثل العديد من البلدان الأخرى في منطقة الخليج العربي التي تعتمد على إنتاج النفط، تواجه الكويت تحديات تتمثل في تناقض المطالب المتعلقة باقتصادها والمناخ.